# 余懋學
余懋學（1539年—1598年），字行之，號中宇，别號直方居士，南直隸徽州府婺源縣理坑村（今屬江西省）人。明朝政治人物。

## 生平
嘉靖四十三年（1564年）甲子科應天府鄉試第三十一名舉人。隆慶二年（1568年）中式戊辰科三甲進士。授撫州府推官，擢南京戶科給事中。万历三年，张居正以考成法为依据，将未完成既定事务的凤阳巡抚王宗沐，广东巡抚张守约等停俸禄三月。余懋学上书反对，认为考成法“政严则苛，法密则扰，非所以培元气存大体也”。神宗斥其“假借惇大之说，邀买人心，阴坏朝政。”将余懋学“革职为民，永不叙用。”居正死，起懋學故官，奏奪成國公朱希忠王爵，請召還光祿少卿岳相、給事中魏時亮等十八人，都得到批准。十二年（1584年）二月，擢南京尚寶司卿。萬曆十三年（1585年）八月入为太仆寺少卿，御史李植、江東之等以言事忤執政，同官蔡系周、孫愈賢等紛然攻訐，懋學上言，批判朋黨，後來果如其言。
十五年十一月升南京光禄寺卿，十七年五月升南京通政使，十月改北通政使，十八年九月累遷南京刑部右侍郎，十九年十月改任南京户部右侍郎、總督南京粮儲，二十年十月兼都察院右佥都御史。上疏為程任卿、江時鳴冤，二人因此得釋。萬曆二十一年（1593年）以拾遺論罷。卒贈工部尚書。天啟初年，追諡恭穆。《明史》有傳。

## 家族
曾祖余罃，廣昌知縣；祖父余壘；父余世儒（？-1579年），字汝为，號念山，嘉靖甲午舉人，官瑞安知縣、南康府通判、合州知州。母孫氏；繼母胡氏。具庆下。弟余懋孳，万历三十二年進士。弟余懋游、余懋厚。子昌祚、昌福。
婺源縣理坑村的余懋學府邸尚书第，现仅存门楼，为婺源县文物保护单位。

## 延伸阅读
[在维基数据编辑]
 《明史卷二百三十五》，出自《明史》

| 官衔        | 官衔                     | 官衔          |
| ----------- | ------------------------ | ------------- |
| 前任： 凌琯 | 明朝撫州府推官 隆慶三年- | 繼任： 曹一元 |